# Liste der Stadtoberhäupter von Eisenach
Dies ist die Liste der Eisenacher Bürgermeister und Oberbürgermeister ab dem Jahr 1286.

## Vorbemerkung